# 仁壽里 (高雄市)
仁壽里是中華民國高雄市岡山區轄下的行政區，位於岡山區西南部，面積1.0910平方公里，共有31鄰，2023年10月底人口約3,670人。
1971年自前峰里析置，以庄廟「佛三萬化府仁壽宮」為里名。北以民族路、中華路和前峰里相望，東以阿公店溪和維仁里接壤，南以柳橋西路、仁壽路和信義里毗鄰，西以大義二路和舊臺糖鐵路與後協里為界，西北一角接協和里。形狀呈Y字型，中為柳橋西路以北的農田水利署第六河川局及員工日式機關宿舍群，西側大公路為清代光火厝傳統的合院建築所在，東邊的仁壽路為壽天路商店街的延伸。